# Ščavnica
Ščavnica (německy Stainz) je řeka v severovýchodním Slovinsku, levostranný přítok řeky Mury. S délkou 56 km je třináctou nejdelší řekou ve Slovinsku. Pramení v krajinné oblasti Slovenske gorice, prochází přes Gajševské jezero a město Ljutomer.

## Sídla ležící u břehu řeky
Zgornja Velka, Zgornji Dražen Vrh, Lešane, Spodnja Ščavnica, Radvenci, Stavešinci, Spodnji Ivanjci, Dragotinci, Biserjane, Slaptinci, Bolehnečici, Precetinci, Gajševci, Grabe pri Ljutomeru, Cezanjevci, Ljutomer, Pristava, Šprinc, Veščica, Razkrižje, Šafarsko, Gibina

## Přítoky
Mezi pravostranné přítoky patří potoky Krčovina, Kunovski potok, Cogetinski potok, Blaguški potok, Turja, Kostanjevica a Gibinski potok, mezi levostranné přítoky potoky Globetka, Lipnica a Murica.